# Fly by Night (film, 1993)
Pour les articles homonymes, voir Fly by Night.
Fly by Night est un film américain de Steve Gomer (en) réalisé en 1993.

## Synopsis
Évocation du monde du rap.

## Fiche technique
- Réalisation : Steve Gomer (en)
- Scénario : Todd Graff
- Pays :  États-Unis
- Genre : Drame
- Durée : 93 minutes
- Année : 1993

## Distribution
- Jeffrey D. Sams : Rich
- Ron Brice : I Tick
- David Adami : Long Island Teen #2
- Sharon Angela (en) : Lisa
- Michael Harris Austin : Transvestite
- Leo Burmester : Rickey Tick
- Kevin Cahoon (en) : Long Island Teen #3
- Omar Carter : Jihad
- Kathleen Chalfant : Denise's Mom
- Geeta Citygirl (en) : Additional Voices (voice)
- Andre De Leon : Teenager shot (scenes deleted)
- Dennis Fecteau : Man in Limbo
- Clebert Ford : Mr. Baily
- Scott Foster : NYPD Officer#1
- Christopher Michael Gerrard : Maurice
- Larry Gilliard Jr. : Jed-Lyte (as Larry Gilliard)
- Todd Graff : Naji
- Ebony Jo-Ann : Charlotte
- Brendan Kelly (es) : Ray
- Kid Capri : DJ at AKA
- Brian Klugman : Long Island Teen #1
- Louis Laporte : 13 Year Old Boy
- Noble Lee Lester : Rock's Dad
- MC Lyte : Akusa
- Madala : 13 Year Old Girl
- Daryl Mitchell : Kayam
- Dezera Page : Sarah Lawrence Girl
- Joel Polis : Halbein
- Sollfood : Rock
- Maura Tierney : Denise
- Yul Vazquez : Sam

## Récompenses et nominations

### Récompenses
- 1993 Filmmakers Trophy Dramatic pour Steve Gomer au Sundance Film Festival

### Nominations
- 1993 : Grand Jury Prize Dramatic pour Steve Gomer au Sundance Film Festival